# Kerprich-lès-Dieuze
Kerprich-lès-Dieuze (deutsch Kerprich bei Duß) ist ein Ortsteil der 1973 gebildeten Gemeinde Val-de-Bride im Département Moselle in der französischen Region Grand Est (bis 2015 Lothringen), die durch Zusammenlegung der beiden bis dahin eigenständigen Dörfer Kerprich-lès-Dieuze und Guénestroff (Genesdorf) entstanden ist.

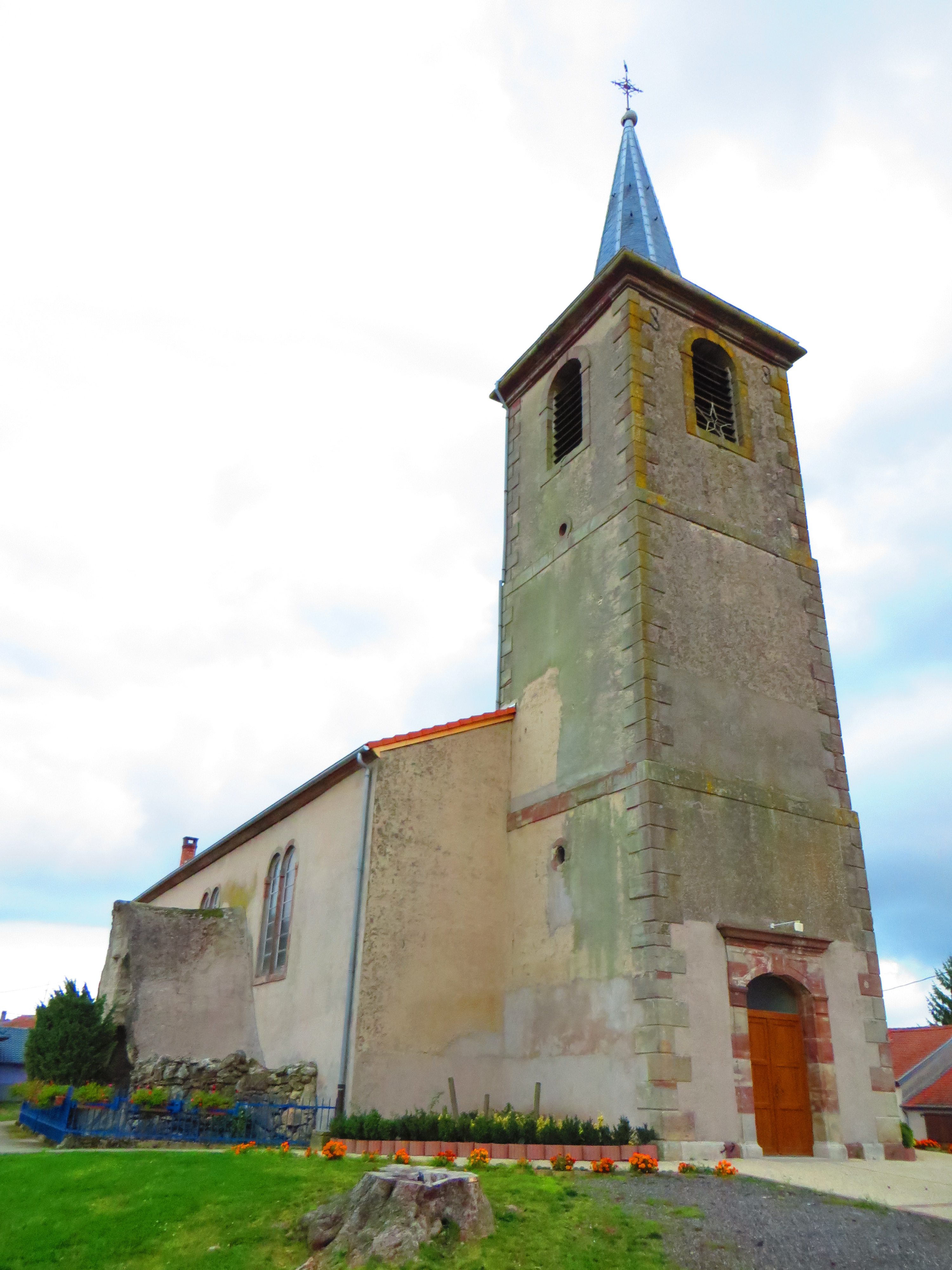
Kirche St. Martin

## Geographie
Die Ortschaft liegt 62 Kilometer südöstlich von Metz, 15 Kilometer östlich von Château-Salins und zwei Kilometer nordwestlich von Dieuze an einem Bach im Regionalen Naturpark Lothringen.

## Geschichte
Ältere Ortsbezeichnungen sind Cressiacum, Kanes (7. Jh.) und Kerprick (1793).
Die Ortschaft gehörte früher zum Herzogtum Lothringen. Sie zählt zu den Liegenschaften – Gebäude, Weinberge und Ländereien –, die schon im 7. Jahrhundert der Frankenkönig Dagobert I. der Benediktinerabtei Sankt Maximin in Trier gab und die der Abtei später von Regenten des Heiligen Römischen Reichs in Urkunden regelmäßig als Besitz bestätigt wurden. Im Jahr 1726 wurde Kerprich von Herzog Leopold zur Baronie erhoben, und zwar unter dem Namen de Kiekler zugunsten seines Hofrats Heinrich Joseph von Kiekler.
Durch den Frankfurter Frieden vom 10. Mai 1871 kam die Region an das deutsche Reichsland Elsaß-Lothringen, und das Dorf wurde dem Kreis Château-Salins im Bezirk Lothringen zugeordnet. Die Dorfbewohner betrieben Getreide-, Wein-, Obst- und Gemüsebau. Auf dem Gemeindegebiet gab es eine Mühle, eine Salzquelle und eine Leimfabrik.
Nach dem Ersten Weltkrieg musste die Region aufgrund der Bestimmungen des Versailler Vertrags 1919 an Frankreich abgetreten werden. Im Zweiten Weltkrieg war die Region von der deutschen Wehrmacht besetzt.
Am 1. März 1973 erfolgte die Zusammenlegung der Ortschaft mit dem Nachbardorf Guénestroff (Genesdorf) zur Gründung der neuen Gemeinde Val-de-Bride.

### Demographie
| Jahr | Einwohner | Anmerkungen                                                                             |
| ---- | --------- | --------------------------------------------------------------------------------------- |
| 1793 | 280       | [ 2 ]                                                                                   |
| 1800 | 263       | [ 2 ]                                                                                   |
| 1806 | 323       | [ 2 ]                                                                                   |
| 1821 | 358       | [ 2 ]                                                                                   |
| 1831 | 354       | [ 2 ]                                                                                   |
| 1861 | 407       | [ 2 ] [ 3 ]                                                                             |
| 1871 | 365       | auf einer Fläche von 635 ha, in 97 Häusern mit 104 Familien, darunter vier Evangelische |
| 1885 | 414       | [ 5 ] [ 6 ]                                                                             |
| 1890 | 426       | in 91 Häusern mit 104 Haushaltungen, davon 416 Katholiken und zehn Protestanten         |
| 1995 | 424       | am 2. Dezember                                                                          |
| 1910 | 376       | am 1. Dezember                                                                          |
| 1921 | 290       | [ 2 ]                                                                                   |
| 1931 | 253       | [ 2 ]                                                                                   |
| 1946 | 265       | [ 2 ]                                                                                   |
| 1954 | 230       | [ 2 ]                                                                                   |
| 1962 | 272       | [ 2 ]                                                                                   |
| 1968 | 235       | [ 2 ]                                                                                   |